# زومبي ميامي

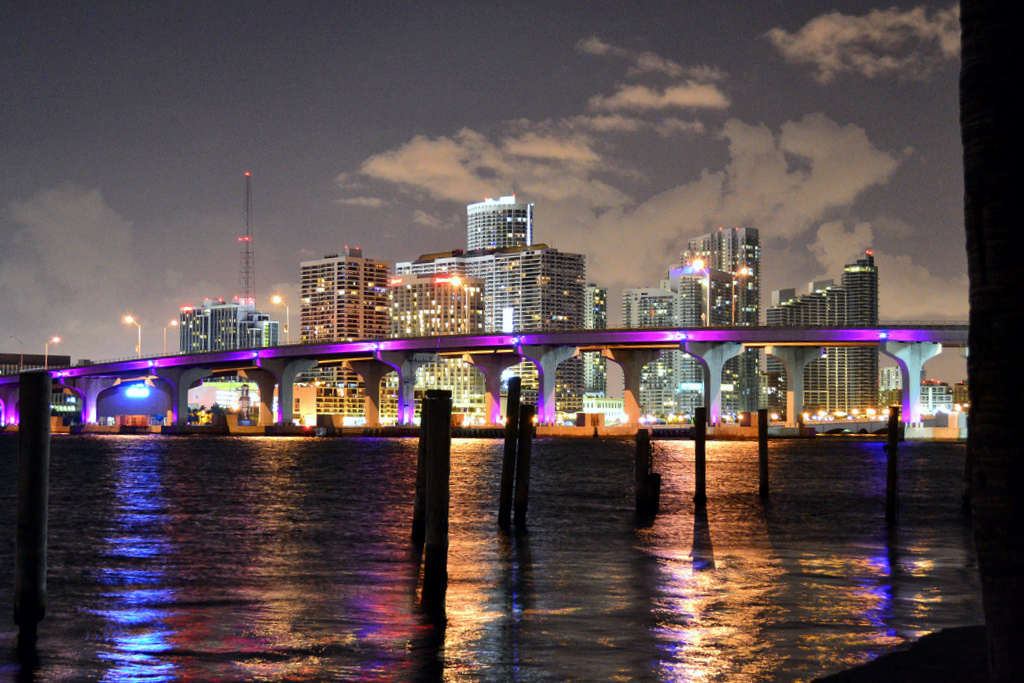
جسر ماك آرثر مضي هو موقع الذي حدث به الجريمة

حادثة ميامي أو ما عرف إعلاميا بـ زومبي ميامي هو حادثة في حدثت يوم 26 مايو 2012 حيث قام الأمريكي رودي يوجين بهجوم متوحش على بوبو رونالد في جسر ماك آرثر بميامي ، فلوريدا، وأظهرت أحد كاميرات المراقبة ان رودي يوجين كان متجرد من الملابس (عاري) نتيجة لطبيعة الحادث غطت اغلب وسائل الإعلام في جميع أنحاء العالم الحادث.واطلق على الحادثة اسم متوحش الجسر (Causeway Cannibal) وزومبي ميامي (Miami Zombie) وتكهنت الشرطة بأن تعاطي المخدرات قد تكون أحد عوامل الجريمة، ولكن لايوجد هناك دليل مباشر بتناول السموم في وقت الحادث.تناولت بعض القنوات ان الشخصين يعرفون بعض ولكن عائلة الضحية بوبو نفت أي علاقة تربط بوبو بيوجين.

## الهجوم
في 26 مايو عام 2012 غادر يوجين منزل صديقته في فورت لودرديل في الساعة 5:30 صباحاً وتوجهوا إلى شاطئ ميامي لحضور حفل موسيقي في ميامي بيتش.ووفقاً لإفادات شهود العيان انه قرابة الظهيرة تحرّك يوجين تاركاً سيارته «شيفروليه كابريس» متجها إلى «جسر ماك آرثر» وفي اثناء ذهابه إلى هناك جرّد نفسه من ملابسه والتقى بـ «بوبو» في حوالي الساعة 01:55 واتهمه يوجين بأنه قام بسرقة كتابه المقدس، ثم بدء يضربه وبسبب الضرب اغمي على بوبو وبدء يوجين بتجريد بوبو من ملابسه وبدء يعضّه في وجهه وبعد دقائق قليلة قام أحد المارة بإبلاغ الشرطة وبعد عدة دقائق، وصل الضابط «خوسيه راميريز» من قسم شرطة ميامي إلى موقع الحادث وطلب من يوجين ان يكف عن مهاجمة بوبو لكنه رفض فأطلق الضابط راميريز النار عليه مره واحدة ومع ذلك لم يتوقف واستمر بأكل بوبو مما ادى بالضابط راميريز إلى إطلاق اربع طلقات أخرى لقتله. استمر هجوم يوجين قرابة 18 دقيقة وفق كاميرات المراقبة.